# راشد بن عميرة
راشد بن عميرة بن ثاني بن خلف بن محمد بن عبد الله بن هاشم بن عبد الله العيني الرستاقي العماني.
هو من الأطباء المشهورين في سلطنة عمان، جمع بين العلاج وتحضير الدواء، ووثق حصيلته العلمية في العديد من المؤلفات التي نظم بعضها شعرا.
لقب (بابن هاشم)، وذاع صيته في المجتمع العماني، فهو من أشهر أطباء زمانه، وأوسعهم اطلاعا.
ونسبته إلى (ابن هاشم) لا تعني أنه قرشي، والصحيح أن نسبه يصل إلى (عبد القيس).
والنسبتان الواردتان في نهاية نسبه وهما (العيني والرستاقي) تشيران إلى (عيني) إحدى قرى ولاية الرستاق، ولا تزال هذه القرية موجودة حتى يومنا هذا.

## مولده ونشأته وتكوينه العلمي
ولد ابن هاشم في النصف الثاني من القرن التاسع الهجري (أواخر القرن الخامس عشر الميلادي) بقرية عيني من الرستاق، ونشأ فيها وكان منزله الذي يعيش فيه قريبا من منبع العين الحارة المعروفة بعين الكسفة وبقيت آثار هذا المنزل إلى يومنا هذا.
نشأ راشد بن عميرة في جو مشبع بحب العلم والرغبة في نشره، فتزود بأدوات المعرفة التي كونت شخصيته العلمية المتميزة، فقد كانت الرستاق تضم العديد من مدارس تحفيظ القرآن الكريم التي لا تخلو من حلقات العلم، ووجد فيها مكتبات ضمت أعدادا كبيرة من الكتب، وكان المنهاج الدراسي في تلك الفترة يتضمن حفظ الشعر، ومبادئ اللغة العربية، ومقدمات بسيطة في العقيدة والفقه بما ينسجم مع عمر الطفل وقدرته الاستيعابية، وغيرها من العلوم النقلية والعقلية.
نبوغ ابن هاشم في الطب لم يأتي من فراغ؛ فقد تلقى مهنة الطب بالمشاهدة، وقد برع كثير من أفراد أسرته في علم الطب ك: والده عميرة بن ثاني، وجده ثاني بن خلف، وكثير من رجال العائلة، وقد كان للعلماء في الطب في عصره الأثر الكبير في تكوينه العلمي ومنهم: راشد بن خلف بن محمد، وعلي بن مبارك بن خلف بن محمد، وخلف بن هاشم بن عبد الله بن هاشم، فكان لهؤلاء دور بارز في حياة ابن هاشم العلمية، فقد اختبر بالمعاينة ما يقومون به من أعمال فاضلة في تطبيب المرضى، وعلاجهم، وسماعه عنهم تفاصيل وافية عن الأمراض وعلاجها.
جمع راشد بن عميرة بين الطب، والصيدلة، والشعر، والأداب، فقد كان طبيبا حاذقا بل كان الأشهر في زمانه، واستطاع أن يعالج كثيرا من الأمراض المستعصية، فذاع صيته، وأصبح يقصده القاصي والداني.

## مؤلفاته ومآثره
قدم ابن هاشم مؤلفات طبية  سخية حوت توصيفا للأمراض وأعراضها، وألف في التشريح والتداوي بالطرق التقليدية كل ذلك من خلال التجربة العملية.

### في مجال النثر
1. فاكهة ابن السبيل: هو مجلد في الطب طبعته وزارة التراث والثقافة بسلطنة عمان في جزأين، ويتضمن هذا الكتاب وصفا، وتشخيصا للأمراض وأنواعها وطرق علاجها، كذلك يذكر فيه الأدوية.
2. مختصر فاكهة ابن السبيل: هو مختصر للمجلد الكبير، يضم عشرة أبواب، قسمت إلى فصول وأبواب. يتضمن عدة محتويات منها: ذكر خلق ابن آدم، حفظ الصحة، وتدبر المسافر، وحفظ الجوارح والعوارض النفسية، وأخيرا علاج الأمراض وتركيب الأدوية.
3. مقاصد الدليل وبرهان السبيل: مخطوطة تضم التجارب الطبية في علاج الأمراض للطبيب ابن هاشم.
4. منهاج المتعلمين: كتبه لأبنه عميرة بن راشد الذي أصبح طبيبا فيما بعد.

### في مجال الشعر
بالإضافة إلى النثر، نظم ابن هاشم العديد من القصائد وشروحها في مجال الطب منها:
1. القصيدة الدالية (وشرحها): قصيدة في التشريح لجسد الإنسان من الرأس إلى أخمص القدمين، نظمها المؤلف على قافية الدال، مع وجود شرح لها.
2. القصيدة الرائية (وشرحها): قصيدة نظمها المؤلف على قافية الراء وذكر فيها بعض أعضاء بدن الإنسان الرئيسية كالقلب والعقل والدماغ مع شرح مفصل لها.
3. القصيدة الميمية (وشرحها): في العين وتشريحها والأمراض التي تصيبها وطرق علاجها مع رسم توضيحي للعين.

### الأراجيز
1.	محلات المتطببين ومنهج السالكين : أرجوزة  تتحدث عن:
- الشروط الطبية التي يجب على الطبيب معرفتها.
- معرفة الطبائع بالذوق والنبض والبولز
- العروق (الأوعية الدموية) وعددها وطرق فصدها.
- مواضع الحجامة ومنافعها.
- تحضير واستعمال أدوية العين.

### الرسائل
1.	رسالة في الكي بالنار: تتضمن أنواع الكي لكل مرض وكذلك توضيح لأنواع المياسم الحديدية المستخدمة في الكي.

### المخطوطات
1. منظومة مشروحة في سن الإنسان من الطفولة للهرم.
2. زاد المسافر: مخطوطة تحتوي على عدة فصول في جبر الكسور، وفصل أبدال الأدوية.

## وفاته
توفي ابن هاشم في أول القرن الحادي عشر الهجري ( 1019 هجري / 1610 ميلادي)، أما عمره فقد تجاوز المائة عام ومات مبطونا في بلده بعد أن قدم آثارا جليلة، فرحمه الله وجزاه عن الإسلام والمسلمين خير الجزاء.